# Verzorgingsplaats Voordaan
Verzorgingsplaats Voordaan is een Nederlandse verzorgingsplaats, gelegen aan de oostzijde van A27 Breda-Almere tussen afritten 31 en 32 in de gemeente De Bilt.
Tegenover deze verzorgingsplaats ligt aan de andere kant verzorgingsplaats Nijpoort.
Richting Almere:
Kalix Berna · 
De Keizer · 
Blommendaal · 
De Knoest · 
Voordaan · 
Eemakker
Richting Breda:
't Veentje · 
Nijpoort · 
De Kroon · 
Scheiwijk · 
Hank · 
Galgeveld